# 嘉兴北站
嘉兴北站是通苏嘉甬铁路设置的一个位于嘉善县天凝镇附近的高铁站。通苏嘉甬铁路于2020年7月开可研评审会，相比于预可研，增加了嘉兴北站。处于嘉善县天凝镇杨庙与嘉兴市南湖区七星街道、秀洲区秀水新区油车港镇3区县交界处。
根据长三角一体化示范区远期规划，通过此站的轨道交通线路还有嘉兴轨道交通。
2022年，通苏嘉甬高铁浙江段正式开工，通苏嘉甬高铁浙江段包括嘉兴北站。